# Hıramo
Hıramo är en ort i Azerbajdzjan.   Den ligger i distriktet Lerik Rayonu, i den södra delen av landet, 220 km sydväst om huvudstaden Baku. Hıramo ligger 926 meter över havet och antalet invånare är 154.
Terrängen runt Hıramo är kuperad åt nordost, men åt sydväst är den bergig. Närmaste större samhälle är Lerik, 2,3 km söder om Hıramo. 
Trakten runt Hıramo består i huvudsak av gräsmarker. Runt Hıramo är det ganska tätbefolkat, med 60 invånare per kvadratkilometer.